# Pantone

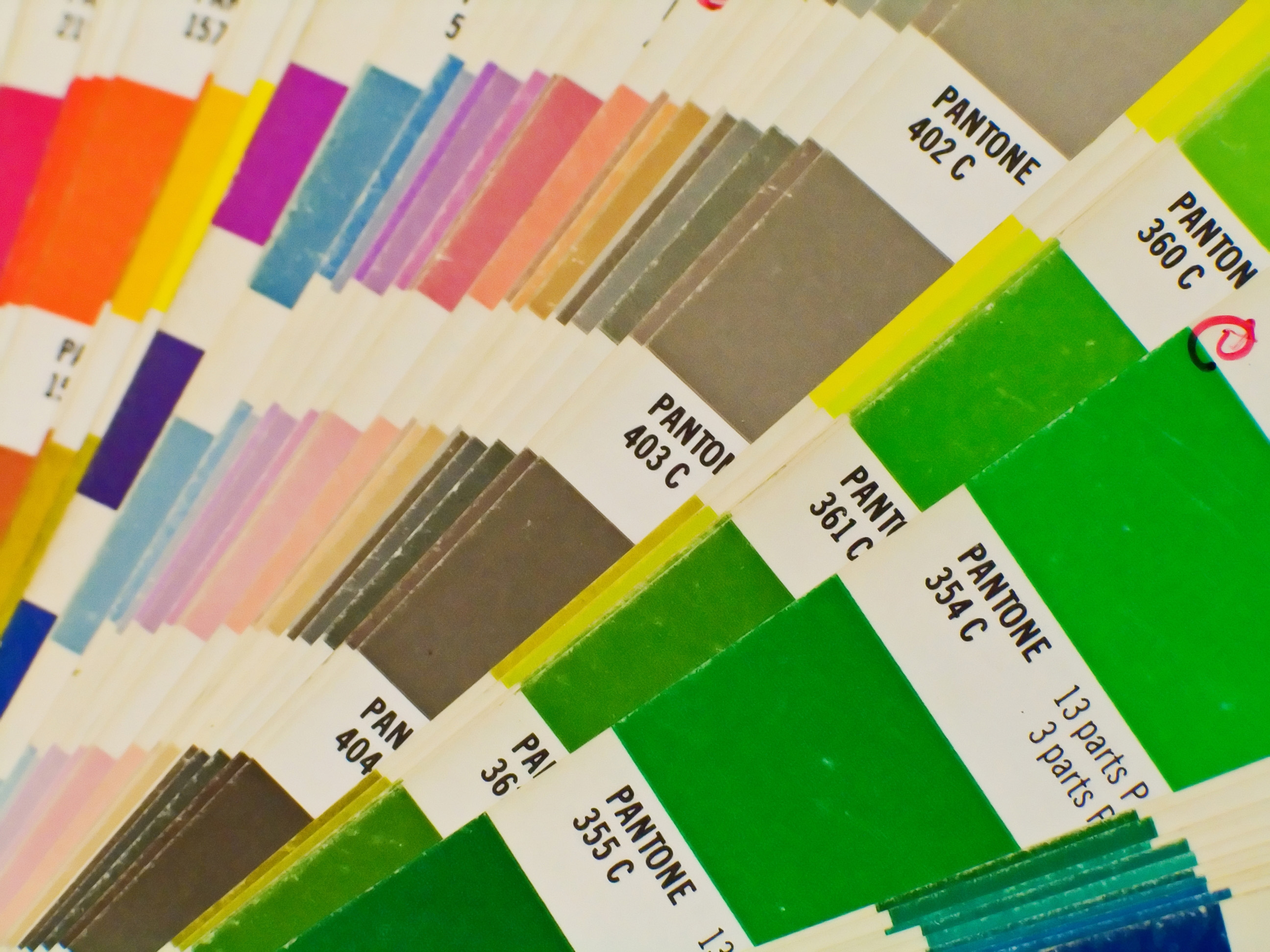
Образцы цветов Pantone

Цветовая модель Пантон, система PMS (Pantone Matching System) — стандартизованная система подбора цвета, разработанная американской фирмой Pantone Inc. в 1963 году. Использует цифровую идентификацию цветов изображения для полиграфии печати как смесевыми, так и триадными красками. Эталонные пронумерованные цвета напечатаны в специальном каталоге.
Существует множество каталогов образцов цветов Pantone, каждый из которых рассчитан на определённые условия печати. Например, для печати на мелованной, немелованной бумаге, каталог для металлизированных красок (бронза, серебро) и т. д. Производитель настаивает на том, что «веера» необходимо ежегодно заменять, так как за это время процесс выцветания и истирания изображения делает цвета неточными.
В августе 2007 года было объявлено о соглашении о покупке Pantone Inc компанией X-Rite, одним из ведущих производителей оборудования и программного обеспечения для управления цветовоспроизведением.

## Цвет года
Начиная с 2000 года Институт цвета Pantone объявляет один из цветов «Цветом года». Цвет выбирается на специальных секретных встречах, проходящих дважды в год в какой-либо из европейских столиц. После двух дней презентаций и обсуждений выбирается один цвет для следующего года. Например, цвет лета 2013 года был выбран весной 2012 года в Лондоне. Цвет призван олицетворять Дух времени; например, в презентации цвета 2011 года говорилось: «Во времена стресса нам нужно что-то для поднятия настроения. Жимолость — пленительный, стимулирующий цвет, вызывающий выброс адреналина, он идеально подходит для борьбы с хандрой.» Результаты встреч публикуются в журнале Pantone View, на который затем ссылаются дизайнеры одежды, флористы и другие ориентированные на потребителей компании, планирующие свои будущие продукты. В 2016 и 2021 годах были выбраны два цвета. Цветом 2025 года выбран Mocha Mousse «Мокка Мусс» — насыщенный карамельно-шоколадный оттенок, который сочетает роскошь и уют, природную теплоту и универсальность.
2000
Лазурный
Pantone 15-4020
2001
Розовая фуксия
Pantone 17-2031
2002
Настоящий красный
Pantone 19-1664
2003
Aqua Sky
Pantone 14-4811
2004
Тигровая лилия
Pantone 17-1456
2005
Синяя бирюза
Pantone 15-5217
2006
Песочный доллар
Pantone 13-1106
2007
Перец чили
Pantone 19-1557
2008
Синий ирис
Pantone 18-3943
2009
Мимоза
Pantone 14-0848
2010
Бирюзовый
Pantone 15-5519
2011
Жимолость
Pantone 18-2120
2012
Мандариновое танго
Pantone 17-1463
2013
Изумрудный
Pantone 17-5641
2014
Сияющая орхидея
Pantone 18-3224
2015
Марсала
Pantone 18-1438
2016
Розовый кварц
Pantone 13-1520
2016
Безмятежность
Pantone 15-3919
2017
Зелень
Pantone 15-0343
2018
Ультрафиолетовый
Pantone 18-3838
2019
Живой коралл
Pantone 16-1546
2020
Классический синий
Pantone 19-4052
2021
Окончательно серый
Pantone 17-5104
2021
Освещающий
Pantone 13-0647
2022
Very Peri
Pantone 17-3938
2023
Viva Magenta
Pantone 18-1750
2024
Peach Fuzz
Pantone 13-1023
2025
Mocha Mousse
Pantone 17-1230

## Альтернативы
Компания WGSN (World Global Style Network) с 2017 разработала собственную цветовую систему Coloro. WGSN и Coloro ежегодно определяют цвет (оттенок) года. На 2025 год выбран Future Dusk «Грядущие сумерки» — оттенок символизирует таинственность, инаковость и двоемирие.